# Пробен камък
Пробен (лидийски) камък е плочка от тъмен камък, пр. лидит, използвана за оценяване качеството на благородни метали. Повърхността му е фино огладена и меките метали оставят видими цветни следи върху нея.

## История
Лидийският камък е използван от ювелирите в Древна Гърция, както и в Древна Индия 3500 г. пр. Хр., за определяне чистотата на благородните метали. Важно негово приложение в античния свят е употребата му при разграничаване на фалшиви монети.

## Употреба
Прокарването на линия с благородни метали оставя видима цветна следа върху тъмната повърхност на камъка. Тъй като отделните златни сплави имат различен цвят, неопределената проба може да бъде сравнена с резултатите от проба с известна чистота. Следите от златото реагират по различен начин с разтвори на азотна киселина и царска вода, което указва качеството на метала.
Това е метод, използван още в древността. В съвремието могат да бъдат приложени и допълнителни анализи, базиращи се напр. на шаблони, електропроводимост, скорост на звука, магнитни свойства, рентгенова спектроскопия . 